# Caecilia pressula
Caecilia pressula Taylor, 1968 è un anfibio della famiglia Caeciliidae.

## Distribuzione e habitat
La specie vive in Guyana e forse in Brasile; occupa vari habitat umidi, tropicali o subtropicali.